# شاخ‌گوزن مخملی

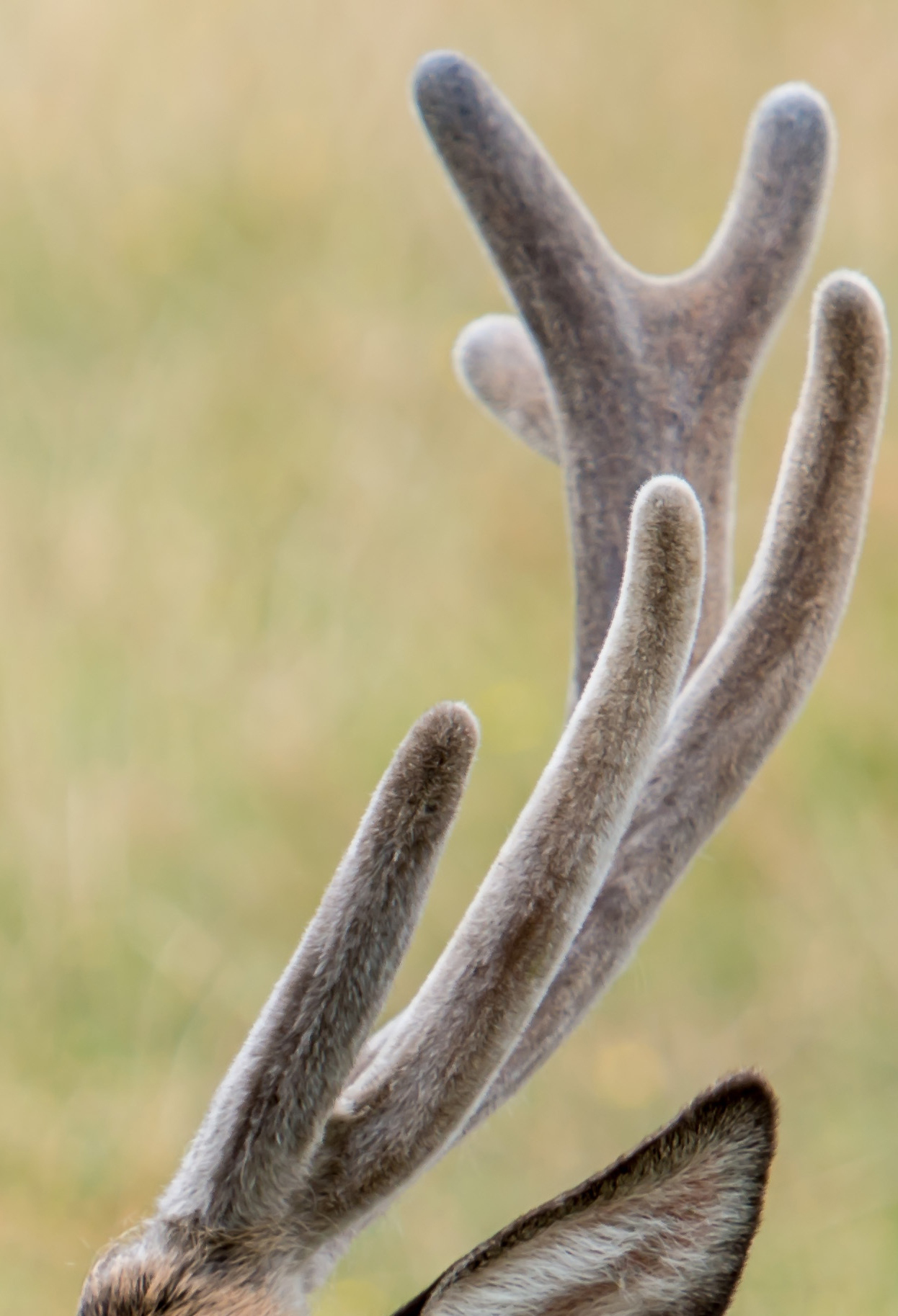
یک شاخ مخملی فازی در طول رشد تابستان

شاخ‌گوزن مخملی (به انگلیسی: Velvet antler) کل شاخ‌گوزن غضروفی است که در مرحله رشد پیش از کلسیمی‌شدن از خانواده گوزنان شامل گونه‌های گوزن مانند الک، موس و کاریبو است. شاخ‌گوزن مخملی در پوستی مخمل‌مانند به نام مخمل پوشیده شده است و شاخک‌های آن گرد است، زیرا شاخ کلسیمی نشده و رشد آن تمام نشده است.
فرآورده‌های شاخ مخملی در چین به عنوان بخشی از طب سنتی چینی و در برخی کشورها به عنوان مکمل غذایی فروخته می‌شود. ادعاهای بازاریابی دربارهٔ اثرات سلامتی توسط پژوهش‌ها پشتیبانی نمی‌شود و سازمان غذا و دارو به شرکت‌هایی که محصولات را می‌فروشند دربارهٔ تبلیغات نادرست هشدار داده است.

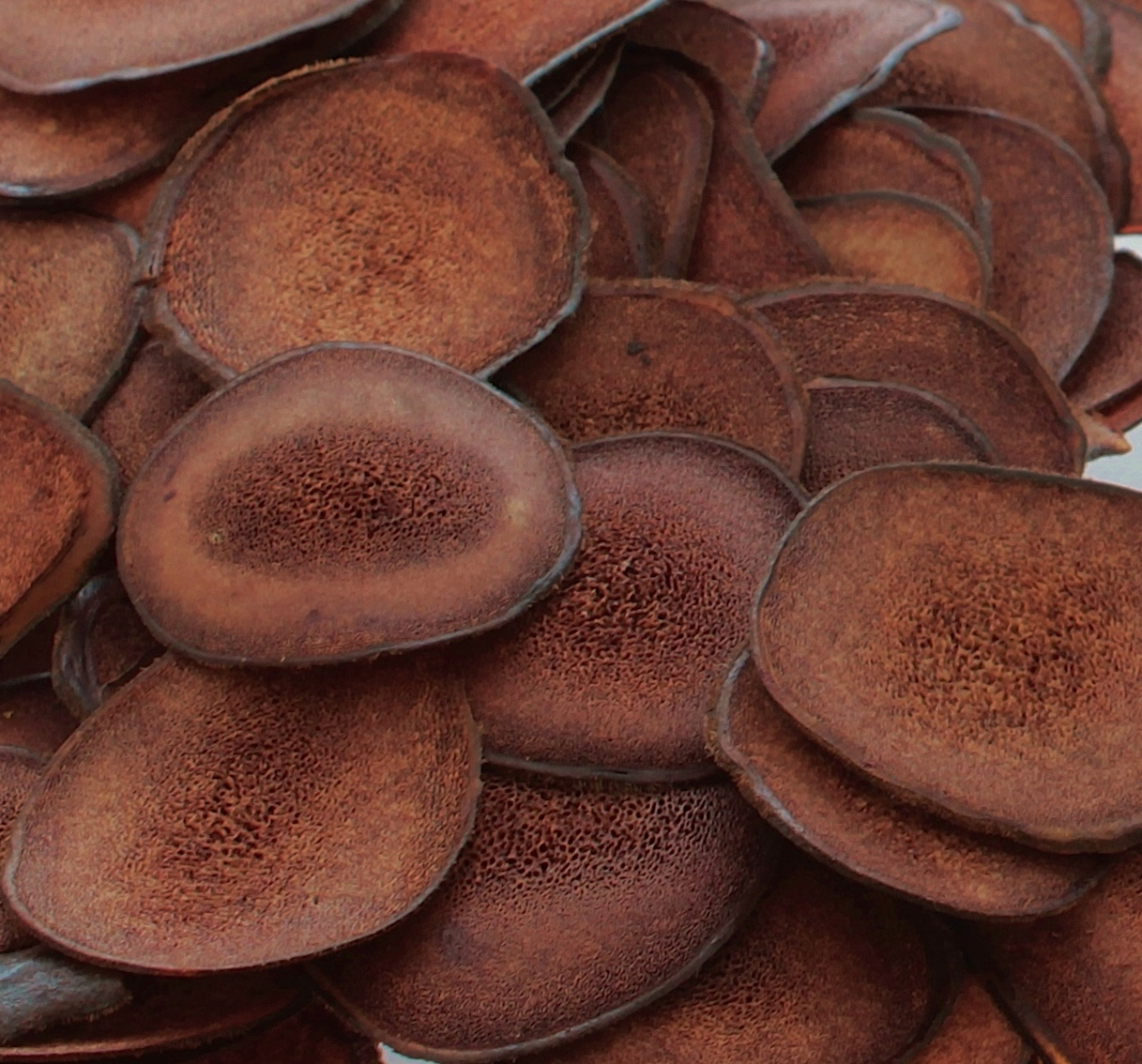
شاخ‌گوزن مخملی ورقه‌ای که در سوپ سنتی چینی استفاده می‌شود